# Лангеншельд
Лангеншельд (швед. Langenskiöld) — баронский род.
Высочайшим указом, от 3 / 15 апреля 1860 года, сенатор Финляндского Сената Карл-Фабиан-Феодор Лангеншельд (фин. Fabian Langenskiöld‎) возведён, с нисходящим его потомством, в баронское достоинство Великого Княжества Финляндского.
Род его внесён, 8 / 20 сентября 1860 года, в матрикул Рыцарского Дома Великого Княжества Финляндского, в число родов баронских, под № 45.
- Николай Фёдорович Лангеншельд (1855—1907), генерал-майор, теоретик артиллерийской техники и военный писатель[1].